# Cylinderhatt

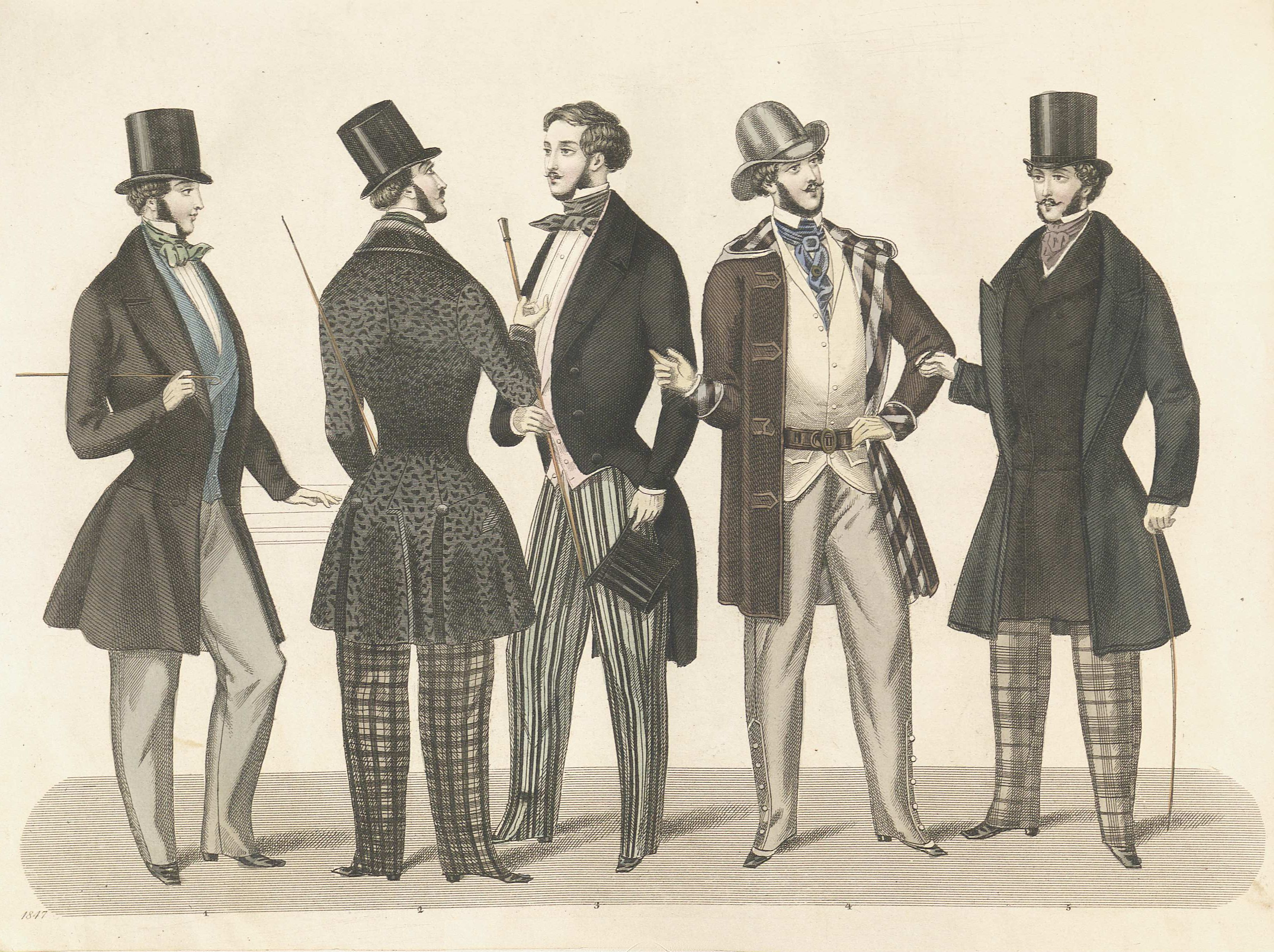
Herrar i cylinderhatt. Modeillustration från 1847.

En cylinderhatt (även hög hatt eller stormhatt) är en typ av hård herrhatt med yta av siden, sammet eller filt och cylinderformad kulle. Ursprungligen fanns höga hattar i alla möjliga färger. I dag dominerar dock svart och i någon mån grått. En hopfällbar typ av cylinderhatt, oftast sidenbeklädd, kallas chapeau-claque (alternativt chapeau claque).

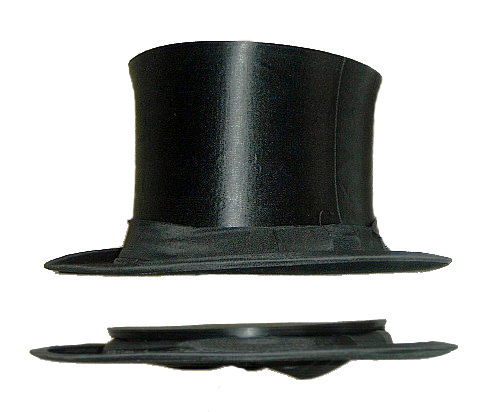
Chapeau-claque i både utfällt och hopfällt läge.

Cylinderhatten användes framförallt under 1800-talet och tidigt 1900-tal till alla möjliga typer av mer städad klädsel, men bärs numera framför allt till frack och jackett. Hattarna av den här typen kom i slutet på 1700-talet och användes under i princip hela 1800-talet.
Cylinderhatten har ofta kommit att symbolisera affärsmän, vilket syns bland annat hos figurer som Joakim von Anka och Monopol-spelets maskot Mr. Monopoly.

## Tillverkning
Vid tillverkning av en cylinderhatt så som den gjordes från andra hälften av 1800-talet använder man schellackflingor och olika grova bomullskvalitéer och tar ut fristående delar: platt, sida och brätte. Där "platten" (toppen på hatten) och sidan består av schellacksindränkt bomullsväv och brättet en kraftig bomullstwills där schellacksflingor under värme och tryck pressas in i tyget. Hattens delar fogas samman på en 5-delad hattstock och resultatet blir en hattstomme som man sedan klär med önskat material beroende på användningsområde. Exempelvis filtkaplin till en Derbyhatt, svart ripsväv som veckas till en doktorshatt eller fälb som ger en silkesblank, traditionell svart hög hatt.